# ペダルレンチ

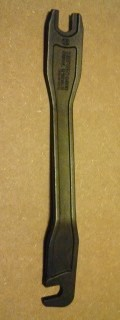
ペダルレンチ（15mm専用）

ペダルレンチ（英: pedal wrench）は、自転車のペダルをクランクセットに装着したり、取り外したりするための工具。レンチの一種。ペダルの付け根の平らになっている2面を、ペダルレンチの開口部で挟み回転させて使用する。

## 概要
ペダルには左右があり、左用にはL、右用にはRのマークがペダルのネジ部分の先端に彫ってある。左ペダルのネジは逆ネジであることに注意（ネジの切り方が通常のネジと逆になっている。正ネジではペダリング中に緩んで外れる恐れがあるため）。左ペダルはレンチを時計回りに回転させると緩み、反時計回りで締まる。右ペダルは通常の正ネジ。
なお、ペダルのクランクへの取り付けネジの締結方向については、多くの技術的説明が存在するが、直感的に理解しにくいとされることがある。特に、クランクの回転とペダル軸の動きの関係が外観上の印象と異なる挙動を示すため、誤解を生じやすい。
ペダルの締結方向は、ペダル軸がクランクに対して生じる微小な回転（プリセッション）に起因するもので、ベアリングの回転方向とは関係しない。これは、ペダルに加わる荷重とクランクの回転によって、ペダル軸がわずかに「味噌擂り運動」をすることで、ネジが右クランク側では右、左クランク側では左に締まる方向のトルクを受けるからである。
ペダルレンチの開口部のサイズは、ペダルの規格に対応して15mmと9/16インチ（14.06mm）の2種類がある。また15mmと9/16インチ両規格の口を持つ製品と、どちらか専用の製品がある。なお、自転車の専用工具であり、一般のオープンエンドレンチには「15mm」という規格は存在しないため、自転車を想定していない工具セットを買っても15ｍｍは含まれない（「14mm」の次に大きいのは「17mm」）。
ペダルとクランクの間の狭い隙間に差し込むことさえ出来れば、モンキーレンチなど他の工具でも簡易的に代用できる。実際に、輪行する時に“それだけの為にペダルレンチを持って行くのは荷物を増やすだけ”と、モンキーレンチや携帯用ペダルレンチ(薄手の15mmレンチ)で済ます人は多いが、JIS規定の締め付けトルクをえることが難しくなる。例えばペダルは力のかかる部分であり、走行中の脱落は大事故に繋がることから、長い柄で強く締められるペダルレンチを使用することが望ましい（工具メーカーでもこのような声に応えて、柄が短く、薄く、且つ頑丈な携帯型のペダルレンチを発売している）。
また上記機構に加え、ペダル側が六角レンチでも着脱出来る様に六角穴付きのいもねじ状に工夫された物もある。
一部製品は「ペダルレンチ」に対応していなく、上記の六角レンチのみでの脱着するものがある。